# Auberville-la-Campagne
Auberville-la-Campagne foi uma comuna francesa na região administrativa da Normandia, no departamento de Sena Marítimo. Estendia-se por uma área de 4,78 km². Em 2010 a comuna tinha 616 habitantes (densidade: 128,9 hab./km²).
Em 1 de janeiro de 2016, passou a formar parte da nova comuna de Port-Jérôme-sur-Seine.